# Hygropoda balingkinitanus
Hygropoda balingkinitanus là một loài nhện trong họ Pisauridae.
Loài này thuộc chi Hygropoda. Hygropoda balingkinitanus được Alberto Barrion & James A. Litsinger miêu tả năm 1995.